# Dzieci kapitana Granta
Dzieci kapitana Granta, Między niebem i ziemią (fr. Les Enfants du capitaine Grant 1868) – trzytomowa powieść przygodowa Juliusza Verne’a z cyklu literackiego Niezwykłe podróże. Pierwsza część tzw. dużej trylogii vernowskiej (Dzieci kapitana Granta, Dwadzieścia tysięcy mil podmorskiej żeglugi, Tajemnicza wyspa).
Powieść na język polski była tłumaczona wielokrotnie. Pierwszy polski anonimowy przekład pojawił się w odcinkach w 1868, a w postaci książkowej w 1876. Najwięcej wydań miał przekład autorstwa Izabeli Rogozińskiej, pochodzący z lat 1950–52 – do tej pory wydawany był już 19 razy.

## Fabuła
Lord Glenarvan podczas rejsu przez Kanał Północny na swoim statku „Duncan” znajduje we wnętrznościach upolowanego rekina butelkę z ledwie czytelnym wołaniem o pomoc. Lord, jego żona Helena, ich kuzyn major Mac Nabbs oraz kapitan statku John Mangles starają się rozszyfrować list. Został on jednak napisany w trzech językach, a że zachowały się pojedyncze słowa, interpretacja tekstu jest tylko zgadywanką. Przede wszystkim przyjaciele odkrywają, że przesłanie wysłał kapitan Grant, zaginiony kilka lat wcześniej podczas rejsu z Ameryki Południowej. Kiedy do państwa Glenarvan przybywają dzieci kapitana Robert i Mary z prośbą o pomoc, zacny i hojny lord postanawia pomóc im odnaleźć ojca. Znając tylko szerokość geograficzną i prawdopodobne miejsce – Patagonię – płyną tam jachtem lorda, a następnie przemierzają wszerz Amerykę wzdłuż 37. równoleżnika. Pomaga im roztargniony naukowiec – doktor Jakub Paganel, szczodrze dzieląc się swoją wiedzą geograficzną. 
Mimo wielkich poświęceń i przeżycia niezliczonych przygód, podróżnicy niczego w Ameryce nie odnajdują. Paganel stawia wtedy nową hipotezę – miejscem katastrofy kapitana Granta nie była Patagonia, lecz Australia (w tekście jednego z listów jest oderwany fragment austral, interpretowany poprzednio jako określenie półkuli południowej). Przebywszy pół świata, podróżnicy docierają do wybrzeży szóstego kontynentu. Traf chce, że w pierwszym odwiedzonym domostwie, u Paddy’ego O’Moore’a, znajdują ocalonego rozbitka z załogi Granta, bosmana Toma Ayrtona. Ten ofiarowuje się poprowadzić wyprawę do miejsca katastrofy. W tym czasie statek lorda Glenarvana musi popłynąć w celu dokonania poważnej naprawy. Domniemany rozbitek prowadzi poszukiwaczy dziwnymi szlakami, stopniowo tracąc ich zaufanie. W końcu wychodzi na jaw, że jest on w rzeczywistości Benem Joyce’em, hersztem groźnej bandy, grasującej po bezdrożach Australii. Złoczyńca zostawia podróżników na łasce losu, a sam z kompanami ucieka, chcąc zawładnąć statkiem lorda. 
Zrezygnowani i pozbawieni środków podróżnicy muszą wrócić do domu, okrętują się więc na statek płynący do Nowej Zelandii. Statek podczas sztormu osiada na mieliźnie, a podróżnicy trafiają w ręce krwiożerczych Maorysów. Uciekając z niewoli, wypływają na morze na znalezionej łodzi. Ścigani przez tubylców, cudem zostają ocaleni przez „Duncana”, statek lorda, którego nie udało się przejąć Ayrtonowi. Co więcej, herszt bandytów został pojmany przez załogę i czeka go sąd. Nie mając nic do stracenia, Ayrton proponuje lordowi Glenarvanowi układ – w zamian za prawdziwą historię kapitana Granta zostanie on wysadzony na najbliższej bezludnej wyspie, jednocześnie unikając więzienia i ponosząc karę. Złoczyńca opowiada, co wie o Grancie. Ayrton był rzeczywiście bosmanem na jego statku, ale za próbę buntu został wysadzony na brzeg australijski. Tam przystał do bandy zbójców, a z czasem został ich hersztem, przyjmując imię Ben Joyce. Wieści o katastrofie Granta były kłamstwem, a Ayrton chciał w ten sposób ograbić członków wyprawy. „Duncan”, dotrzymując słowa, przybija do napotkanej bezludnej wyspy, by wysadzić Ayrtona, a podróżnicy znajdują tam niespodziewanie właśnie kapitana Granta i dwóch ocalałych członków jego załogi.

## Adaptacje filmowe
- Dzieci kapitana Granta – radziecki film z 1936 roku
- In Search of the Castaways – film Walta Disneya z 1962 roku, nakręcony w Wielkiej Brytanii
- W poszukiwaniu kapitana Granta – radziecko-bułgarski miniserial z 1986 roku